# Betalkort
Ett betalkort är ett kontokort där en viss periods transaktioner förfaller till betalning. Hela fakturan ska betalas i sin helhet. 
Betalkorten är vanliga för att bevilja olimiterade kort, eller kort till företag, där kortinnehavaren inte vill vara begränsad av en förbestämd kreditlimit för att genomföra sina köp.
Bensinkort är en variant av betalkort som är utställt av ett bensinbolag, för användning vid inköp av drivmedel och andra relaterade varor på det bensinbolag som har ställt ut kortet. En särskild variant av bensinkort är så kallat fleet card där kortinnehavaren inte är en fysisk person, utan ett fordon, oftast en lastbil eller annat drivmedelstungt fordon, som exempelvis en taxi.

## Exempel på betalkort
- American Express
- Diners Club
- Eurocard
- First Card
- Mastercard